# 藤原雅子
藤原雅子（ふじわらのまさこ），生卒年不详。镰仓时代女官。父亲是藤原雅平。母亲是藤原光氏之女。
担任龟山天皇典侍职务，人称“中纳言典侍”。因是熹子内亲王（之后的昭庆门院）之生母，叙任从三位。

## 家族
- 父亲：藤原雅平
- 母亲：藤原光氏之女
- 兄弟：藤原亲家